# إستخر (فريمان)
إستخر (بالفارسية: استخر) هي قرية تقع في قسم قلندرآباد الريفي (مقاطعة فريمان) في إيران. يقدر عدد سكانها بـ 111 نسمة .